# Бубанья, Владан
Вла́дан Буба́нья (серб. Владан Бубања; род. 21 февраля 1999, Никшич) — черногорский футболист, опорный полузащитник клуба «Оренбург» и сборной Черногории.

## Клубная карьера
Бубанья — воспитанник клуба «Сутьеска». 21 февраля 2017 года в матче против «Дечича» он дебютировал в чемпионате Черногории. 8 декабря 2018 года в поединке против «Морнара» Владан забил свой первый гол за «Сутьеска». В составе клуба игрок трижды выиграл чемпионат. Летом 2022 года Бубанья перешёл в хорватский «Локомотива». 15 июля в матче против загребского «Динамо» он дебютировал в чемпионате Хорватии. 4 февраля 2023 года в поединке против «Осиека» Владан забил свой первый гол за «Локомотива».
Летом 2024 года Бубанья перешёл в боснийский «Сараево». 11 июля в поединке квалификации Лиги конференций против казахстанского «Актобе» Владан дебютировал за основной состав. 4 августа в матче против «Слобода» он дебютировал в чемпионате Боснии и Герцеговины. 30 августа в поединке против «Радника» Владан забил свой первый гол за «Сараево». По итогам сезона игрок помог завоевать Кубок Боснии и Герцеговины.
Летом 2025 года Бубанья перешёл в российский «Оренбург».

## Международная карьера
20 июня 2023 года в товарищеском матче против сборной Чехии Бубанья дебютировал за сборную Черногории.

## Достижения
Клубные
 «Сутьеска»
- Победитель чемпионата Черногории (3) — 2017/2018, 2018/2019, 2021/2022

 «Сараево»
- Обладатель Кубка Боснии и Герцеговины (1) — 2024/2025